# Winchester, Virginia
Winchester är en stad (independent city) och ett countyfritt område i dalgången Shenandoah Valley i den amerikanska delstaten Virginia. Staden har en yta av 24,2 km² och en folkmängd som enligt United States Census Bureau uppgår till 26 203 invånare (2010). Winchester är sedan 1960 säte för Shenandoah University som grundades år 1875 i Dayton, Virginia. Även om Winchester är countyfritt fungerar staden ändå som administrativ huvudort i Frederick County. James Wood som grundade orten kom från Winchester i England. Winchester ingår i storstadsregionen Baltimore-Washington metropolitan area.

## Kända personer från Winchester
- David Arquette, skådespelare
- Richard Byrd, polarupptäckare
- Rick Santorum, politiker